# Symphyotrichum chapmanii
Symphyotrichum chapmanii là một loài thực vật có hoa trong họ Cúc. Loài này được (Torr. & A.Gray) Semple & Brouillet mô tả khoa học đầu tiên năm 2002.